# Gryllomorpha sternlichti
Gryllomorpha sternlichti är en insektsart som beskrevs av Lucien Chopard 1963. Gryllomorpha sternlichti ingår i släktet Gryllomorpha och familjen syrsor. Inga underarter finns listade i Catalogue of Life.